# 松野栄一郎
松野 栄一郎（まつの えいいちろう、1914年9月5日 - 1948年8月1日）は、日本の陸上競技（投擲競技）選手。
1936年ベルリンオリンピックに、男子ハンマー投で出場した。

## 経歴
1934年、旧制甲南高等学校卒業。京都帝国大学に進む。日本陸上競技選手権大会では、1934年に円盤投で、1935年にハンマー投で優勝。
京都大学採鉱科3年の時、1936年ベルリンオリンピックで男子ハンマー投に出場した。

## 備考
- 身長2m弱、体重100kgという巨漢であった[8]。
- 甲南学園出身者としては初のオリンピック選手である[3][8]。なお、1952年ヘルシンキオリンピックに男子1600メートルリレー走で出場した山本弘一は、松野と同様に旧制甲南高等学校から京都大学に進学し、京大在学中にオリンピックに出場した。
- 曾孫にあたる吉冨さやかも陸上競技選手として活動し、大学院にてベルリンオリンピックに関する一般的な評価と実際に参加した選手からの評価を比較し再考する論文を発表した。その際、曾祖父にあたる松野榮一郎がオリンピック遠征時に記入した日記を使用した。